# Willie Groves
Willie Groves, né le 20 août 1868 à Glasgow, et mort en 1908 à Édimbourg, est un footballeur écossais qui jouait au poste d'avant-centre au Hibernian, au Celtic, à West Bromwich Albion, à Aston Villa et pour l'Écosse.
Il est surtout connu pour avoir été le premier joueur à être transféré pour plus de 100 £.

## Carrière

### En club

#### Hibernian FC
Groves commence sa carrière footballistique au Hibernian FC, agé de seulement 16 ans, au cours de la saison 1885–1886, Il joue un rôle important dans le titre de son club en Coupe d'Écosse l'année suivante, trouvant le chemin des filets au premier tour, au deuxième tour et en demi-finale. Vale of Leven, ses adversaires en demi-finale, se plaignent du fait que Groves ait reçu un paiement de la part du Hibernian FC, ce qui aurait été illégal dans le contexte amateur de l'époque. Cette plainte n'est toutefois entendue qu'après la victoire de Hibs, où ils battent Dumbarton en finale de la coupe.  En définitive, le club de Vale ne présentant que des ouï-dire comme preuves, le président du comité écossais finit par disculper Hibs.

#### Celtic FC
En août 1888, Groves fait partie des nombreux joueurs de Hibs à rejoindre le récemment créé Celtic FC. Il marque dix buts dans la campagne 1888–89 de la Coupe d'Écosse du club. 

#### West Bromwich Albion
Groves rejoint la nouvelle Ligue de football professionnelle anglaise en 1890, signant pour West Bromwich Albion. Il aide ainsi Albion à remporter la finale de la FA Cup en 1892, jouant au milieu de terrain dans cette victoire 3-0 contre Aston Villa.

#### Aston Villa
En 1893, Groves signe pour Villa, devenant le premier joueur à être transféré pour plus de 100 £, et un des tout premier transfert inscrit dans les archives du football. Villa est forcé à payer ces frais (environ 12 000 £ en valeurs actuelle) à West Brom étant condamné à une amende par la Football Association, à la suite des allégations selon lesquelles Groves et Jack Reynolds recrutés illégalement.
Il prend part au titre en championnat anglais en 1894. Pendant son séjour en Angleterre, Groves joue avec l'équipe de la ligue de football (en) contre la ligue écossaise. Il quitta Villa en novembre 1894 après un différend sur son contrat avec le club.

#### Retour en Écosse
Après que le Hibernian FC ait été nommé pour rejoindre la première division de la Ligue écossaise de football en 1895, Groves reviens dans son club formateur,. Au cours de ce deuxième séjour à Édimbourg, il joue la finale de la Coupe écossaise 1896, que Hibs perd 3-1 contre ses rivaux du derby d'Édimbourg, les Hearts,. Cette finale est avant tout connue pour être la seule finale de la Coupe écossaise à se disputer en dehors de Glasgow,. Il repasse ensuite brièvement au Celtic, mais prend rapidement sa retraite, souffrant de la tuberculose. Il meurt à Édimbourg en 1908, âgé de 39 ans.

### En sélection
Groves fait ses débuts internationaux alors qu'il joue pour les Hibees, lors d'un match de championnat britannique à domicile en 1888 contre le Pays de Galles. Il y marque le quatrième but dans cette victoire 5-1 pour l'Écosse au Hibernian Park, le domicile de Hibs.
Groves glane ensuite deux autres sélections pour l'équipe d'Écosse alors qu'il est au Celtic. Il marque ainsi un triplé contre l'Irlande lors du championnat britannique de 1889.